# بريستيمانتا نيجروغريزيوس
بريستيمانتا نيجروغريزيوس (بالإنجليزية: Pristimantis nigrogriseus) هو نوع من الضفادع يتبع جنس بريستيمانتا من فصيلة شرغوفيات، ويستوطن الإكوادور.

## الموطن
يعيش هذا النوع في الغابات الجبلية الرطبة شبه الاستوائية والاستوائية، وكذلك في الأنهار والمرتفعات الرطبة. يتواجد بشكل خاص في المناطق الجبلية من جبال الأنديز.

## التهديد بالانقراض
صُنِّف بريستيمانتا نيجروغريزيوس على أنه مهدد بالانقراض وفقًا للقائمة الحمراء للاتحاد الدولي لحفظ الطبيعة (IUCN)، ويرجع ذلك أساسًا إلى فقدان الموائل الطبيعية الناجم عن الأنشطة البشرية مثل إزالة الغابات.